# Betoncourt-Saint-Pancras
Betoncourt-Saint-Pancras település Franciaországban, Haute-Saône megyében. Lakosainak száma 41 fő (2022. január 1.). Betoncourt-Saint-Pancras Dampvalley-Saint-Pancras, Fontenois-la-Ville, Girefontaine, Mailleroncourt-Saint-Pancras és Fontenoy-le-Château községekkel határos.

## Népesség
A település népességének változása:
| Lakosok száma | 52   | 50   | 50   | 48   | 46   | 44   | 43   | 41   |
|               | 2013 | 2015 | 2017 | 2018 | 2019 | 2020 | 2021 | 2022 |